# Live Action (organización)
Live Action es una organización sin ánimo de lucro antiaborto estadounidense fundada por Lila Rose. Live Action es conocida por su activismo contra el aborto y por la publicación de vídeos encubiertos grabados en Planned Parenthood. Live Action pretende ilegalizar el aborto en todo Estados Unidos y desfinanciar Planned Parenthood.

## Historia
En 2003, con 15 años, Rose fundó Live Action y empezó a dar charlas en colegios y a grupos de jóvenes. Durante su primer año en la UCLA, se unió al activista conservador James O'Keefe para realizar vídeos encubiertos de proveedores de abortos. En 2007 realizaron su primer vídeo encubierto en una clínica de Planned Parenthood en Los Ángeles.

## Actividades

### Vídeos encubiertos
En 2009, Rose publicó un vídeo en el que se hacía pasar por una niña de 13 años, embarazada de su novio de 31, que solicitaba un aborto en un centro de Planned Parenthood de Bloomington (Indiana). Tras la publicación del vídeo, el periódico Herald-Times señaló que la asesora había sido despedida. Rose también acudió a una clínica de Indianápolis (Indiana), donde el vídeo parece mostrar a un empleado que le informa de que puede abortar en Illinois, donde no existen leyes de consentimiento paterno en relación con el aborto. Este empleado también fue despedido. Planned Parenthood acusó a los vídeos de la operación de Indianápolis de haber sido editados de forma engañosa, pero Rose dijo a los periodistas que había colgado el vídeo completo sin editar en su sitio web. Planned Parenthood negó las acusaciones de Rose de facilitar de forma generalizada la explotación de menores, pero reconoció que pueden cometerse errores.
En 2010, Live Action publicó un vídeo grabado en un centro de Planned Parenthood de Birmingham (Alabama) en el que aparecía una mujer que decía ser una niña de 14 años que quería abortar embarazada de su novio de 31 años. El vídeo llevó a los funcionarios del estado de Alabama a poner en prueba durante un año al centro de Planned Parenthood en cuestión.
Live Action llamó la atención en febrero de 2011 por unos vídeos encubiertos en varias filiales de Planned Parenthood. Los vídeos muestran a personal de Planned Parenthood asesorando a un investigador que se hace pasar por proxeneta sobre cómo conseguir abortos clandestinos y pruebas de ETS para sus trabajadoras sexuales menores de edad.Según portavoces de Planned Parenthood, la organización informó de las actividades de los implicados al FBI antes de que se hicieran públicos los vídeos. Ni el Departamento de Justicia ni el FBI confirmaron la apertura de una investigación.
Tras la difusión del vídeo, Planned Parenthood negó las acusaciones de Live Action de que aprobara o apoyara la esclavitud sexual y el estupro. También despidieron a uno de los empleados en cuestión.
En mayo de 2012, Live Action difundió un vídeo en el que se veía a un empleado de una clínica de Planned Parenthood en Austin (Texas) aconsejando a una mujer que fingía estar embarazada y quería abortar si su feto era de sexo femenino cuando ella quería uno de sexo masculino (aborto selectivo en función del sexo), que Planned Parenthood no denegaría el aborto a la mujer independientemente de sus razones para desearlo. Tras la publicación del vídeo, Planned Parenthood declaró que el miembro del personal que aparecía en el vídeo "no había seguido nuestro protocolo" para tratar con "una situación muy inusual con una paciente", despidió al empleado en cuestión y declaró que "todos los miembros del personal de esta filial fueron inmediatamente programados para recibir nueva formación en la gestión de encuentros con pacientes inusuales."
En la primavera de 2013, Rose publicó una serie de vídeos encubiertos que documentaban la política declarada de los médicos que practican abortos tardíos hacia los niños nacidos vivos como resultado de un intento fallido de aborto. La publicación de los vídeos coincidió con el intenso escrutinio mediático del juicio por asesinato contra Kermit Gosnell. Entre ellos se incluye un vídeo en el que un médico abortista de Washington D. C., admite que dejaría morir a un niño si naciera vivo durante un aborto.
Los analistas del derecho al aborto han acusado a Live Action de editar los vídeos de Inhuman de forma intencionadamente engañosa, aunque Live Action también pone a disposición del público imágenes completas y sin editar. William Saletan, de Slate, criticó los vídeos de la serie Inhuman de Live Action por estar "orquestados para avergonzar a los médicos y sus clínicas" y editados para eliminar imágenes "que muestran la verdadera complejidad del aborto y las personas que lo practican" en un vídeo que muestra algunos de los clips no utilizados.
En enero de 2017, Live Action publicó un vídeo de múltiples centros de Planned Parenthood que supuestamente no cumplían su misión declarada al no ofrecer atención prenatal integral. En respuesta, una portavoz de Planned Parenthood declaró que la organización nunca había afirmado ofrecer atención prenatal en todos sus centros.

### Legislativo
Live Action ha abogado por denegar la financiación federal y estatal a Planned Parenthood, alegando que la organización encubre abusos sexuales a menores.Bromwich, Jonah Engel (25 de enero de 2017). «Anti-Abortion Group Releases Video Targeting Planned Parenthood». The New York Times (en inglés estadounidense). ISSN 0362-4331. Consultado el 21 de mayo de 2023.</ref>
Tras la publicación por Live Action de vídeos encubiertos en clínicas de Planned Parenthood, la Cámara de Representantes de los Estados Unidos aprobó en febrero de 2011 una enmienda del representante republicano Mike Pence para recortar la financiación federal a dicha organización.

### Redes sociales
Live Action es la organización antiabortista sin ánimo de lucro estadounidense con mayor presencia en las redes sociales. La organización ha sido objeto de restricciones por parte de múltiples plataformas de medios sociales.
En 2017, Twitter restringió a Live Action la publicidad en la plataforma, marcando el contenido de Live Action como "sensible." En junio de 2019, Pinterest prohibió permanentemente a Live Action por difundir "desinformación perjudicial, [que] incluye desinformación médica y conspiraciones que convierten a individuos e instalaciones en objetivos de acoso o violencia", tras las denuncias de Live Action de que Pinterest había restringido su contenido colocándolo en una lista de "sitios de pornografía bloqueados", según un denunciante en la plataforma de medios sociales. Pinterest no especificó qué contenido de Live Action provocó la prohibición. En agosto de 2019, Live Action envió cartas de cese y desista a Pinterest y YouTube alegando discriminación al suprimir el contenido y los videos de Live Action. Ese mismo mes, los verificadores de hechos de Facebook marcaron como "falsos" dos videos de Live Action que afirmaban que "el aborto nunca es médicamente necesario." Después de que Live Action y un grupo de senadores republicanos impugnaran esta medida por considerarla censura por motivos políticos, se llevó a cabo una revisión interna y Facebook se retractó de las marcas falsas en los vídeos.
El 30 de enero de 2020, la red social de intercambio de vídeos TikTok bloqueó el canal de Live Action "debido a múltiples violaciones de las Directrices Comunitarias" después de que el grupo publicara un vídeo de una mujer eligiendo entre una píldora antiabortista y otra proabortista, un meme derivado de la película Matrix. Al día siguiente, TikTok restauró la cuenta de Live Action, calificando el bloqueo de "error" basado en "un error humano de un moderador".

### Protestas
En mayo de 2019, los miembros de Live Action celebraron una protesta en Filadelfia para manifestarse contra el presunto acoso a los opositores al derecho al aborto por parte del representante Brian Sims en vídeos que hizo y publicó en línea.